# Stephen Mitchell
Stephen Mitchell (23. července 1946 – 21. prosince 2000) byl americký psychoanalytik, zřejmě nejvýznamnější představitel takzvané interpersonální psychoanalýzy.
Podle Mitchella je individualita „vztahová matrix“, což zformuloval v opozici k Freudovi, jehož koncepce individua je dle Mitchella „monádická“, jádro osobnosti v ní uzavírá kompromis se světem a pudy. Pro Mitchella je subjektivita vždy intersubjektivitou (podobný názor má Lacan), u Freuda subjekt sociální interakci předchází.
Definoval čtyři základní módy existence – inter/subjektivity:
- nereflektivní presymbolický módus – prolínání a bezprostřední ovlivňování subjektů
- afektivní permeabilita (propustnost) – sdílené prožívání subjektů
- konfigurace Self-druhý – subjekty se řídí řádem aktivity/pasivity
- intersubjektivita – subjekty interagují za pomoci sebe/reflexe a vzájemného respektu

Vztahová definice subjektivity je typická pro celou interpersonální psychoanalýzu, podle Mitchella ji všechny ostatní školy (včetně Kohutovy selfpsychologie) nevzaly dostatečně vážně, vždy se znovu uchýlily k iluzi, že existuje jaderné Self. Podle Mitchella však existují jen matrice vztahů, které obsahují osobní význam. Tím, že psychoanalytik vejde s pacientem do vztahu, má možnost tento osobní význam z nastoleného vztahu odečíst. Ani sexualitu či agresi Mitchel nevnímá jako popud zevnitř, ale jako odezvu na vztah (byť třebas s vnitřním objektem – Mitchell se totiž pokusil integrovat do interpersonální psychoanalýzy objektní teorii, to ovšem někteří rigidnější interpersonalisté – například Edgar Levenson – odmítli).
Jeho komparativní práce Object Relations in Psychoanalytic Theory, napsaná roku 1983 s Jay Greenbergem, se stala základní učebnicí moderní psychoanalýzy.